# Fregona
Fregona ist eine nordostitalienische Gemeinde (comune) mit 2742 Einwohnern (Stand 31. Dezember 2023) in der Provinz Treviso in Venetien. Die Gemeinde liegt etwa 38,5 Kilometer nordnordöstlich von Treviso am Meschio. Fregona grenzt unmittelbar an die Provinz Belluno und die Region Friaul-Julisch Venetien. Der Verwaltungssitz der Gemeinde befindet sich im Ortsteil Mezzavilla.
Im Nordosten des Gemeindegebiets, auf dem Hochplateau des Cansiglio, liegen die Weiler Le Rotte und Vallorch, zwei Siedlungen der Zimbern. Diese wurden im 19. Jahrhundert von den Sieben Gemeinden aus besiedelt und bildeten bis ins 20. Jahrhundert hinein eine kleine deutsche Sprachinsel.
Etwa 600 m westlich von Fregona, aber noch im Gemeindegebiet, liegen die Caglieron-Höhlen (ital.: Grotte del Caglieron), eine Reihe von Felsengrotten mit teilweise spektakulären Wasserfällen. Die Hohlräume sind teils durch natürliche Erosion entstanden, teils durch menschliches Wirken (Gewinnung von Sandstein) geschaffen worden.

## Gemeindepartnerschaft
Fregona unterhält seit 1992 eine Partnerschaft mit der französischen Gemeinde Seyssel im Département Ain.